# بوكر لطائرات
Bücker-Flugzeugbau GmbH هي شركة ألمانية لتصنيع الطائرات تأسست عام 1932. كانت الأكثر شهرة لطائراتها الرياضية التي تحظى بتقدير كبير والتي تم استخدامها كمدربين من قبل لوفتفافه خلال الحرب العالمية الثانية.

## التاريخ
تأسست الشركة من قبل كارل كليمنس بوكير، الذي عمل كضابط في البحرية الإمبراطورية الألمانية خلال الحرب العالمية الأولى ثم أمضى بضع سنوات في السويد لتأسيس مصنع Svenska Aero. مع بيع هذا العمل في نهاية عام 1932، عاد بوكر إلى وطنه ألمانيا حيث افتتح مصنعه الجديد في جوهانيستال، برلين في عام 1934، لكنه انتقل إلى مصنع جديد أكبر في Rangsdorf في عام 1935.